# Gostenhof
Gostenhof is een plaats in de Duitse gemeente Neurenberg, deelstaat Beieren, en telt 24.130 inwoners (2005).